# Leopoldstadt (dramma)
Leopoldstadt è un'opera teatrale del drammaturgo britannico Tom Stoppard, che ha debuttato a Londra nel 2020. Ambientato nell'eponimo distretto viennese in un arco di tempo che va dal 1899 al 1955, Leopoldstadt racconta le vicende della famiglia ebraica dei Merz in parallelo con il crescente antisemitismo nella capitale austriaca che sfocerà nella Shoah. Nel febbraio del 2020 la pièce è stata insignita del PEN International Award, mentre nell'ottobre dello stesso anno il dramma ha vinto il Laurence Olivier Award alla migliore nuova opera teatrale. Al suo debutto a Broadway nel 2022, il dramma ha vinto l'Outer Critics Circle Award, il Drama Desk Award, il Drama League Award e il Tony Award alla migliore opera teatrale.

## Trama
Vienna, 1899. La benestante famiglia ebrea dei Merz è riuscita ad integrarsi con l'alta società viennese: Hermann, il rampollo della famiglia, si è convertito al cattolicesimo per sposare Gretl, da cui ha avuto un figlio, il piccolo Jacob. Gli inviti e le frequentazioni altolocate non cancellano però il fatto che la famiglia sia ebrea: quando Hermann sfida l'ufficiale Fritz a duello per aver infangato il nome della moglie il militare rifiuta, affermando che il codice d'onore del suo battaglione gli impedisce di duellare con persone di ceto e rango inferiore, compresi tutti gli ebrei.
Vienna, 1924. La prima guerra mondiale ha cambiato molte cose, alcuni dei più giovani membri della famiglia sono rimasti vittime del conflitto mondiale e Jacob ne è tornato mutilato di un braccio. La società è cambiata, le donne sono più libere e la famiglia si accinge a dare l'addio a un loro membro - l'anziana nonna Emilia, matriarca dei Merz - e il benvenuto a una nuova generazione: Sally, la figlia della sorella del cognato di Hermann, sta dando alla luce un bambino, il piccolo Nathan. Mentre i Merz aspettano l'arrivo del mohel per la circoncisione del bambino, Hermine, cugina della neo-mamma, incontra e si innamora di Otto, un banchiere.
Vienna, 1938. L'antisemitismo solo temporaneamente sopito nel dopoguerra è scoppiato nuovamente e più forte che mai dopo l'Anschluss, l'annessione dell'Austria alla Germania Nazista. La numerosa famiglia Merz e Jakobovics è tutta riunita e tra loro ci sono il giovane Nathan, quattordicenne, e il piccolo Leopold, pronipote dell'anziano Hermann. Le leggi razziali hanno spogliato la famiglia della loro industria, del prestigio, di molti possedimenti e del rispetto della comunità. Mentre i rumori della notte dei cristalli e della distruzione della Leopoldstädter Tempel si fanno sentire nel grande appartamento, la polizia irrompe in casa Merz e ordina ai presenti di presentarsi alla centrale di polizia l'indomani, dato che la casa di famiglia verrà confiscata e requisita dallo Stato. Temendo il peggio, Ernst Jakobovics pratica l'eutanasia alla moglie malata, sospettando che gli orrori che ha in serbo il futuro per loro non saranno adatti a un'invalida. Nellie, la madre di Leopold, decide di risposarsi con l'inglese Percy e di partire con lui per la Gran Bretagna e farsi lì una nuova vita con il figlio e con Percy dopo la morte del primo marito Aaron.
Vienna, 1955. Leopold, ribattezzato Leonard, è un giovanotto perfettamente integrato tra i suoi coetanei britannici, ma decide di visitare l'Austria per rivedere i parenti che non vede dalla primissima infanzia. Solo due sono in realtà sopravvissuti, il cugino di secondo grado Nathan, matematico dell'Università di Vienna, e la matura cugina Rosa, una psicoanalista. Visitando l'appartamento ormai fatiscente Leo realizza che molti dei suoi ricordi sono in realtà falsi, memorie di cose mai accadute o di altre vere ma a cui non era stato presente. Nathan è irritato da quando profonda sia la distanza tra loro, ma Rosa è più conciliante e ha disegnato per Leo un albero genealogico delle famiglie Merz e Jakobovicz. Gran parte dei cimeli di famiglia sono andati smarriti durante la seconda guerra mondiale e molto di quei nomi sono destinati a rimanere solo tali, figure anonime senza un ritratto o una foto, vive solo nella memoria di chi le ha conosciute. Leo cita i nomi uno a uno per sapere cos'è successo ai numerosi zii e cugini, ma ad ogni nome Rosa risponde con il nome di un campo di sterminio nazista.

## Personaggi
1899-1900
- Nonna Emilia, matriarca della famiglia Merz
- Hermann Merz, suo figlio, industriale
- Gretl Merz, moglie cattolica di Hermann
- Jacob Merz, figlio di Hermann e Gretl
- Eva Merz, figlia di Emilia
- Ludwig Jakobovicz, marito di Eva, matematico
- Wilma Jakobovicz, sorella di Ludwig
- Hanna Jakobovicz, sorella di Wilma e Ludwig
- Pauli Jakobovicz, figlio di Eva e Ludwig
- Sally Jakobovicz, figlia di Ernst e Wilma
- Rosa Jakobovicz, sorella di Sally
- Poldi, domestica di casa Merz
- Hilde, cameriera di casa Merz
- Jana, bambinaia
- Fritz, ufficiale

1924
- Jacob, Sally e Rose da adulti
- Hermine, figlia di Hanna e Kurt
- Nellie Jakobovicz, figlia di Ludwig ed Eva
- Aaron, marito di Nellie
- Kurt, marito di Hannah
- Zac, marito di Sally
- Otto, banchiere
- Mothel

1938
- Percy Chamberlain, giornalista britannico
- Leo (Leopold), figlio di Nellie e Aaron, sette anni
- Nathan, figlio quattordicenne di Sally e Zac
- Mimi, figlia di Sally e Zac
- Bella, sua sorella
- Heini, figlia di Hermine ed Otto
- Due poliziotti

1955
- Nathan, trentunenne
- Rosa Jakobovicz, figlia adulta di Ernst e Wilma
- Leo (Leonard), figlio ventiquattrenne di Nellie e Aaron

### La famiglia Merz
|  |  |  |  |       |       | Emilia Merz | Emilia Merz | Emilia Merz | Emilia Merz | Emilia Merz | Emilia Merz |         |         |         |         |         |         | Iseael Merz | Iseael Merz | Iseael Merz | Iseael Merz | Iseael Merz | Iseael Merz |       |       |       |       |  |  |        |        |        |        |        |        |  |  |                   |                   |                   |                   |                   |                   |  |  |  |  |  |  |  |  |  |  |  |  |  |  |  |  |  |  |
|  |  |  |  |       |       | Emilia Merz | Emilia Merz | Emilia Merz | Emilia Merz | Emilia Merz | Emilia Merz |         |         |         |         |         |         | Iseael Merz | Iseael Merz | Iseael Merz | Iseael Merz | Iseael Merz | Iseael Merz |       |       |       |       |  |  |        |        |        |        |        |        |  |  |                   |                   |                   |                   |                   |                   |  |  |  |  |  |  |  |  |  |  |  |  |  |  |  |  |  |  |
|  |  |  |  |       |       |             |             |             |             |             |             |         |         |         |         |         |         |             |             |             |             |             |             |       |       |       |       |  |  |        |        |        |        |        |        |  |  |                   |                   |                   |                   |                   |                   |  |  |  |  |  |  |  |  |  |  |  |  |  |  |  |  |  |  |
|  |  |  |  |       |       |             |             |             |             |             |             |         |         |         |         |         |         |             |             |             |             |             |             |       |       |       |       |  |  |        |        |        |        |        |        |  |  |                   |                   |                   |                   |                   |                   |  |  |  |  |  |  |  |  |  |  |  |  |  |  |  |  |  |  |
|  |  |  |  | Gretl | Gretl | Gretl       | Gretl       | Gretl       | Gretl       |             |             | Hermann | Hermann | Hermann | Hermann | Hermann | Hermann |             |             |             |             |             |             |       |       |       |       |  |  | Eva    | Eva    | Eva    | Eva    | Eva    | Eva    |  |  | Ludwig Jakobovicz | Ludwig Jakobovicz | Ludwig Jakobovicz | Ludwig Jakobovicz | Ludwig Jakobovicz | Ludwig Jakobovicz |  |  |  |  |  |  |  |  |  |  |  |  |  |  |  |  |  |  |
|  |  |  |  | Gretl | Gretl | Gretl       | Gretl       | Gretl       | Gretl       |             |             | Hermann | Hermann | Hermann | Hermann | Hermann | Hermann |             |             |             |             |             |             |       |       |       |       |  |  | Eva    | Eva    | Eva    | Eva    | Eva    | Eva    |  |  | Ludwig Jakobovicz | Ludwig Jakobovicz | Ludwig Jakobovicz | Ludwig Jakobovicz | Ludwig Jakobovicz | Ludwig Jakobovicz |  |  |  |  |  |  |  |  |  |  |  |  |  |  |  |  |  |  |
|  |  |  |  |       |       |             |             |             |             |             |             |         |         |         |         |         |         |             |             |             |             |             |             |       |       |       |       |  |  |        |        |        |        |        |        |  |  |                   |                   |                   |                   |                   |                   |  |  |  |  |  |  |  |  |  |  |  |  |  |  |  |  |  |  |
|  |  |  |  |       |       |             |             | Jacob       | Jacob       | Jacob       | Jacob       | Jacob   | Jacob   |         |         |         |         |             |             |             |             | Aaron       | Aaron       | Aaron | Aaron | Aaron | Aaron |  |  | Nellie | Nellie | Nellie | Nellie | Nellie | Nellie |  |  | Pauli             | Pauli             | Pauli             | Pauli             | Pauli             | Pauli             |  |  |  |  |  |  |  |  |  |  |  |  |  |  |  |  |  |  |
|  |  |  |  |       |       |             |             | Jacob       | Jacob       | Jacob       | Jacob       | Jacob   | Jacob   |         |         |         |         |             |             |             |             | Aaron       | Aaron       | Aaron | Aaron | Aaron | Aaron |  |  | Nellie | Nellie | Nellie | Nellie | Nellie | Nellie |  |  | Pauli             | Pauli             | Pauli             | Pauli             | Pauli             | Pauli             |  |  |  |  |  |  |  |  |  |  |  |  |  |  |  |  |  |  |
|  |  |  |  |       |       |             |             |             |             |             |             |         |         |         |         |         |         |             |             |             |             |             |             |       |       |       |       |  |  |        |        |        |        |        |        |  |  |                   |                   |                   |                   |                   |                   |  |  |  |  |  |  |  |  |  |  |  |  |  |  |  |  |  |  |
|  |  |  |  |       |       |             |             |             |             |             |             |         |         |         |         |         |         |             |             |             |             | Percy       |             |       |       |       |       |  |  |        |        |        |        |        |        |  |  |                   |                   |                   |                   |                   |                   |  |  |  |  |  |  |  |  |  |  |  |  |  |  |  |  |  |  |
|  |  |  |  |       |       |             |             |             |             |             |             |         |         |         |         |         |         |             |             |             |             |             |             |       |       |       |       |  |  |        |        |        |        |        |        |  |  |                   |                   |                   |                   |                   |                   |  |  |  |  |  |  |  |  |  |  |  |  |  |  |  |  |  |  |
|  |  |  |  |       |       |             |             |             |             |             |             |         |         |         |         |         |         |             |             |             |             |             |             |       |       |       |       |  |  |        |        |        |        |        |        |  |  |                   |                   |                   |                   |                   |                   |  |  |  |  |  |  |  |  |  |  |  |  |  |  |  |  |  |  |
|  |  |  |  |       |       |             |             |             |             |             |             |         |         |         |         |         |         |             |             |             |             |             |             |       |       | Leo   |       |  |  |        |        |        |        |        |        |  |  |                   |                   |                   |                   |                   |                   |  |  |  |  |  |  |  |  |  |  |  |  |  |  |  |  |  |  |

## Origini

### Fonti
Tom Stoppard ha descritto il dramma come la sua opera più autobiografica. Come Leopold, il protagonista dell'ultima scena, Stoppard fuggì dal Paese d'origine (nel suo caso la Cecoslovacchia) durante l'infanzia, quando la madre, Martha Becková, sposò un militare britannico, Kenneth Stoppard, e ne adottò il cognome. Giunto in Inghilterra, il giovane Stoppard crebbe lontano dalla fede ebraica, così come tanti altri bambini ebrei rifugiatisi nel Regno Unito e la cui vera identità etnica fu tenuta nascosta in caso la Germania fosse riuscita ad invadere l'isola. Stoppard, nato Tomáš e ribattezzato Thomas nel 1941 all'età di quattro anni, crebbe come un qualunque ragazzino inglese e dato che aveva abbandonato la Cecoslovacchia all'età di due anni i dettagli sulla sua etnia gli rimasero vaghi e oscuri per quasi tutta la vita, dato che la madre si rifiutò di toccare l'argomento. Tutti e quattro i nonni di Stoppard, ebrei praticanti, morirono nei campi di concentramento nazisti, così come alcuni zii e cugini. Stoppard ebbe modo di conoscere le proprie origini ebraiche negli anni novanta quando, dopo la morte della madre, entrò in contatto con delle cucine ceche per scoprire di più sulla famiglia d'origine. Durante la loro permanenza a Londra, le cugine disegnarono un albero genealogico per Stoppard, che ha ricreato il momento nell'ultima scena del dramma.

### Composizioni e stampa
Sonia Friedman commissionò una nuova opera teatrale a Stoppard nel 2017, due anni dopo che il drammaturgo aveva portato al debutto la pièce The Hard Problem al National Theatre di Londra. Stoppard lavorò a Leopoldstadt dal 2018 all'inizio del 2020, apportando le ultime modifiche al testo durante le prove e le anteprime del dramma in vista del debutto.
La casa editrice britannica Faber and Faber ha pubblicato il testo teatrale il 6 febbraio 2020.

## Storia delle rappresentazioni
Leopoldstadt ha avuto la sua prima al Wyndham's Theatre del West End londinese il 12 febbraio 2020, dopo due settimane di repliche cominciate il 25 gennaio dello stesso anno. Patrick Marber curava la regia, mentre la scenografia era di Richard Hudson, i costumi di Brigitte Reiffenstuel, le luci di Neil Austin, la colonna sonora di Adam Cork e le coreografie di EJ Boyle. Il cast annoverava quarantun attori, tra cui Adrian Scarborough (Hermann), Alexis Zegerman (Eve), Sebastian Armesto (Jacob) ed Ed Stoppard (Ludwig). Leopoldstadt è stato accolto positivamente dalle maggiori testate britanniche e statunitensi. Era previsto che il dramma rimanesse in cartellone al Wyndham's fino al 13 giugno 2020, ma la chiusura dei teatri causata dalla pandemia di COVID-19 del 2019-2021 ha portato alla cancellazione degli ultimi tre mesi di repliche, posticipati all'agosto del 2021.
Nel giugno 2021 il dramma è stato portato in scena al Teatro Mahen di Praga, tradotto da Pavel Dominik e diretto da Radovan Lipus. Successivamente la pièce è stata riproposta a Broadway, in cartellone al Longacre Theatre dal 14 settembre 2022. Marber è tornato a curare la regia, mentre il cast, composto da oltre quaranta attori, annoverava David Krumholtz (Hermann), Caissie Levy (Eve), Brandon Uranowitz (Ludwig) e Seth Numrich (Jacob/Percy). Ancora una volta il dramma è stato accolto positivamente dalla critica.

## Riconoscimenti
Premio Laurence Olivier (2020)
- Migliore nuova opera teatrale
- Miglior attore non protagonista per Adrian Scarborough

PEN International Award (2020)
- Premio alla scrittura teatrale

Drama Desk Award (2023)
- Miglior opera teatrale
- Miglior attore non protagonista per Brandon Uranowitz

Drama League Award (2023)
- Migliore opera teatrale
- Candidatura per la miglior performance per David Krumholtz

New York Drama Critics' Circle
- Migliore opera teatrale internazionale

Outer Critics Circle Award (2023)
- Migliore opera teatrale a Broadway
- Miglior attore non protagonista per Brandon Uranowitz
- Miglior regia di un'opera teatrale per Patrick Marber
- Candidatura per i migliori costumi per Brigitte Reiffenstuel
- Candidatura per il miglior disegno luci per Neil Austin
- Candidatura per il miglior video design per Isaac Madge

Tony Award (2023)
- Migliore opera teatrale
- Miglior regia di un'opera teatrale per Patrick Marber
- Miglior attore non protagonista in un'opera teatrale per Brandon Uranowitz
- Migliori costumi di un'opera teatrale per Brigitte Reiffenstuel
- Candidatura per la miglior scenografia di un'opera teatrale per Richard Hudson
- Candidatura per il miglior disegno luci di un'opera teatrale per Neil Austin